# Arthur Dillon (1750-1794)
Arthur Dillon (Bray Wich, 3 settembre 1750 – Parigi, 13 aprile 1794) è stato un generale irlandese che fu al servizio della Francia sotto l'Ancien Régime, nelle guerre rivoluzionarie francesi e americane.

## Biografia
Era il figlio di Lady Charlotte Lee e Henry Dillon, XI visconte Dillon di Costello-Gallen, e fratello del colonnello Théobald Dillon (1745-1792), che fu ucciso il 29 aprile 1792 a Lilla dai suoi soldati che lo accusarono di tradimento dopo una sconfitta subita a Baisieux. Suo nonno era il generale Arthur Dillon. Fu il nonno di Arthur Dillon (1834-1922), anch'egli ufficiale.
Diciottenne, sposò sua cugina di secondo grado, Lucy Rothe (1751-7 settembre 1782), dama d'onore di Maria Antonietta. Ebbero due figli: George, che morì all'età di due anni, e Lucie Henriette Dillon (per matrimonio, Lucie Henriette de la Tour du Pin Gouvernet), la nota memorialista del periodo rivoluzionario e dell'epoca napoleonica.
Il 1º maggio 1772 prese il comando del reggimento Dillon, unità militare appartenente alla famiglia Dillon. Nel 1778 salpò con il suo reggimento per i Caraibi per la campagna contro la Gran Bretagna. Conquistò Grenada nel luglio del 1779 e combatté a Savannah (Georgia) in settembre. Nel 1780 fu fatto cavaliere di Saint-Louis e fu promosso brigadiere. Nel giugno 1781 conquistò Tobago divenendone governatore al Trattato di Parigi.
Nel 1785, dopo la morte della prima moglie, si risposò con una ricca vedova creola francese della Martinica, Marie de Girardin, cugina di Giuseppina di Beauharnais, da cui ebbe sei figli, tra i quali Fanny, futura moglie del generale Bertrand. Eletto deputato della nobiltà della Martinica agli Stati Generali del 1789, tornò a Parigi difendendo gli interessi dei coloni contro la Societé des Amis des Noirs.
Il 13 gennaio 1792 divenne tenente generale e aggregato all'Armata del Nord. Espresse aperto dissenso all'arresto di Luigi XVI e fu destituito il 21 agosto. Avendo ritrattato, il 25 agosto gli fu affidata una divisione nell'armata di Dumouriez. Dopo aver ripreso Verdun il 14 ottobre, fu chiamato a Parigi perché sospetto d'intelligenza col nemico. Sospeso dalle sue funzioni il 17 novembre, fu reintegrato il 23 febbraio 1793 e assegnato all'armata del Reno agli ordini di Custine, ma rifiutò e fu nuovamente sospeso il 1º giugno.
Inutilmente chiese di essere inviato in Martinica. Con l'accusa di partecipazione a un complotto monarchico per liberare il figlio di Luigi XVI, fu arrestato il 13 luglio e messo in un primo tempo ai domiciliari, poi dall'ottobre fu rinchiuso al Luxembourg. Durante il processo fu anche accusato di aver progettato una rivolta dei prigionieri del carcere del Luxembourg. Condannato a morte con Lucile Desmoulins, Marie Hébert, Pierre Chaumette e Jean-Baptiste Gobel, fu ghigliottinato la sera del 13 aprile 1794.

## Scritti
- Compte-rendu au ministre de la guerre (Paris, 1792)
- Exposition des principaux événements qui ont eu le plus d'influence sur la révolution française (Paris, 1792).